# Wilhelm Heute

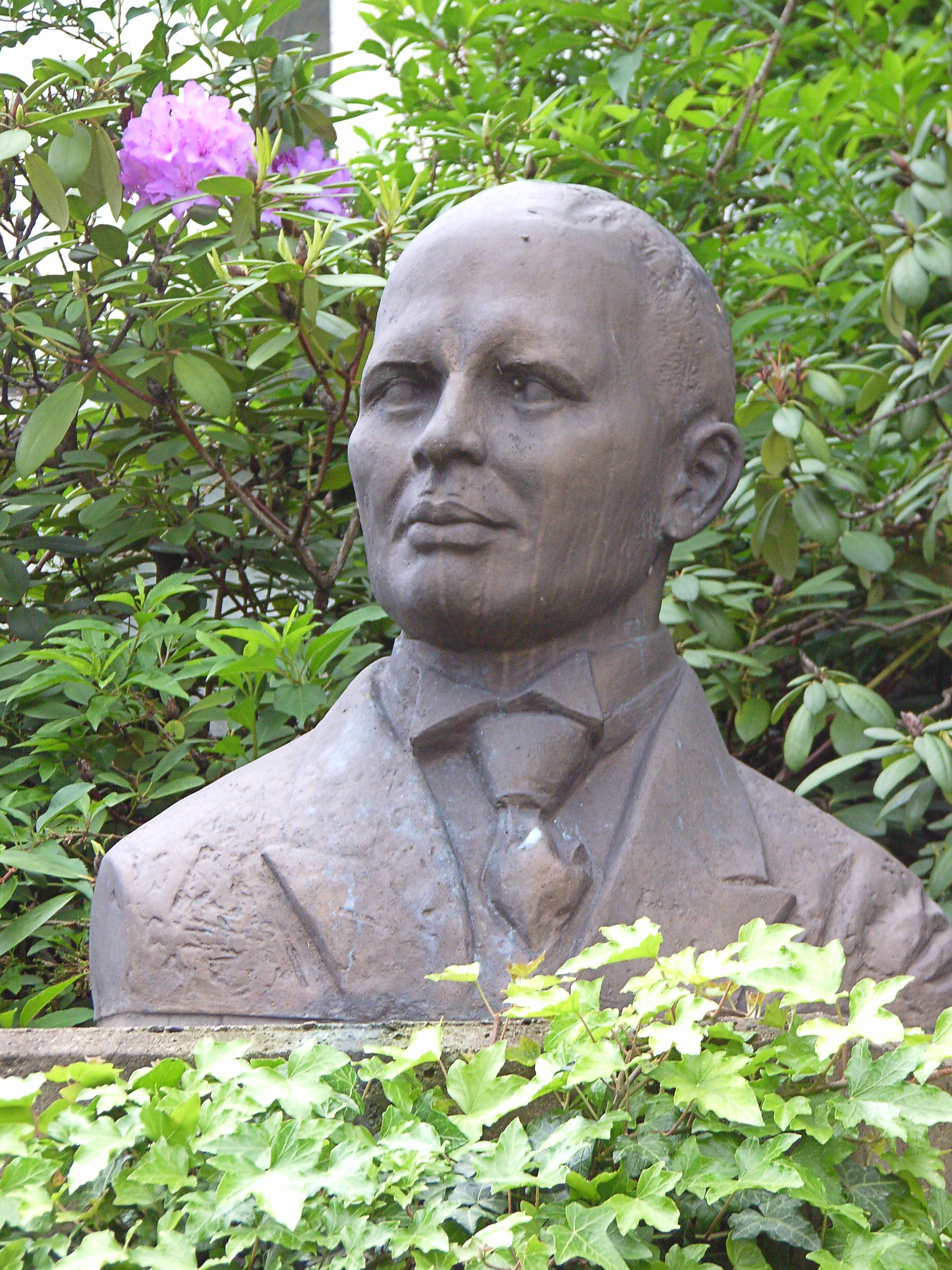
Büste des Schriftstellers in Schwelm

Wilhelm Heute (* 5. Mai 1883 in Schwelm, Ortsteil Möllenkotten; † 19. Oktober 1935 in Schwelm) war ein deutscher Schriftsteller und Heimatdichter. Er wurde auch unter dem Pseudonym Wilhelm van Dage bekannt, einer Übersetzung seines Namens in die plattdeutsche Mundart.

## Leben
Wilhelm Heute wurde in dem zur westfälischen Stadt Schwelm gehörenden Dorf Möllenkotten in Westfalen geboren. Sein Vater starb zwei Jahre später. Der Besuch eines Gymnasiums war Wilhelm Heute nicht möglich, stattdessen schloss er eine Lehre als Dreher ab. In den Jahren 1903 bis 1905 entstanden während seines Militärdienstes in Marienwerder erste Versuche in Lyrik und Prosa. Nachdem er die Handelsschule in Wuppertal besucht hatte, arbeitete er als Buchhalter beim Schwelmer Eisenwerk Müller & Co. Um 1910 zog die Familie in das nahegelegene Haus Martfeld und Wilhelm Heute wurde Teilhaber einer von seinem Bruder gegründeten Fabrik, aus der er 1929 wieder austrat, um eine eigene Gießerei zu übernehmen. Während er zwischen 1914 und 1918 Soldat im Ersten Weltkrieg war, lernte Heute Augustin Wibbelt kennen, mit dem er seither eine Brieffreundschaft pflegte. 1918 entstand sein Werk Kriegsklippen und er gründete in Schwelm Das Trio dunkle Augen, aus dem sich später der Theater- und Humoristenverein Fidelitas entwickelte. Weiterhin war Heute Mitglied der Deutschnationalen Partei im Schwelmer Stadtparlament und Ehrenmitglied der Johannisloge Zum Westfälischen Löwen. In den 20er Jahren verfasste er die drei Bände seines Werkes Käpp vam Müllenkoatten. Wilhelm Heute starb am 19. Oktober 1935 in Schwelm.
Der Nachlass des Schriftstellers befand sich im Museum Haus Martfeld in Schwelm, wurde aber 1945 vernichtet. 1978 ließ der Verschönerungsverein Schwelm eine Gedenkbüste für den Schriftsteller errichten, die in der Nähe seines nicht mehr vorhandenen Geburtshauses steht.

## Werke
- Kriegsklippen. Schauspiel in vier Aufzügen. Leipzig: Xenien-Verlag, 1918.
- Käpp vam Müllenkoatten, seine Lebens-, Liebes- und Leidensgeschichte von ihm selbst erzählt. Band 1: Käpps Kindertage. Käpps Schulzeit. Scherz, Schwelm 1924.
- Käpp vam Müllenkoatten, seine Lebens-, Liebes- und Leidensgeschichte von ihm selbst erzählt. Band 2: Käpps Jünglingsjahre. Im Sturm und Drang. Scherz, Schwelm 1927.
- Käpp vam Müllenkoatten, seine Lebens-, Liebes- und Leidensgeschichte von ihm selbst erzählt. Band 3: Käpp beim Militär. Scherz, Schwelm 1931.

Hinzu kommen die heute verlorenen Einakter Seemannsblut, Die Insurgenten und Das Sprützenhus vam Müöllenkoatten.